# Frances Bulwark
Frances Bulwark, född 3 mars 1945 på Väsby stuteri i Roslagen i Stockholms län, död 10 augusti 1967, var en svensk varmblodig travhäst som var 1950-talets stora svenska stjärntravare och första svenska travhäst att vinna Elitloppet (1953). Hon tränades och kördes av Sören Nordin.

## Biografi
Frances Bulwark tävlade åren 1948–1956 och tillhörde under denna period travets världselit. Hon sprang in strax över en halv miljon kronor på 130 starter varav 80 segrar, 21 andraplatser och 12 tredjeplatser. Hon är Bulwarks segerrikaste avkomma, som beskrivits som historiens bästa avelshingst i svensk travavel. Hon tog karriärens största seger i Elitloppet (1953), som första svenska häst. Bland andra större segrar räknas C.L. Müllers Memorial (1949, 1950, 1951, 1952, 1953), Svenskt Mästerskap (1950, 1951, 1953, 1954, 1955, 1956), Åby Stora Pris (1950), Nordisk Mästerskap (1950, 1952, 1953, 1954, 1955), Copenhagen Cup (1952), Gran Premio delle Nazioni (1952) och Årjängs Stora Heatlopp (1954). Hon kom även på andraplats i Prix d'Amérique (1954) och Elitloppet (1952, 1954, 1956). Hon var den första travhästen som det skrevs en bok om. Hon blev invald i Travsportens Hall of Fame 2012.
Hon fick fyra avkommor, tre efter Scotch Nibs (Frances Nibs 1959, Frances Girl 1960 och King Frances 1961) och en efter Earl's Mr Will (Francesdotter 1958). Den sistnämnda var hennes förstfödda och när fölet var månadsgammalt, i april 1958, var mor och dotter med hos Lennart Hyland i tv-programmet Stora Famnen från Cirkus i Stockholm. Sommaren 1961 utsattes Frances Bulwark för ett nidingsdåd hemma på stuteriet och miste då sitt femte föl med vilket hon var dräktig sedan tre månader.
Frances Bulwark skulle ha lett paraden inför Elitloppet den 28 maj 1967 på hemmabanan  Solvalla, men föll ihop på stallbacken innan tävlingsdagen. Hon avlivades några månader senare, den 10 augusti 1967, efter att ha ramlat omkull i boxen hemma på Väsby stuteri. Hon blev 22 år.